# Buffy och vampyrerna

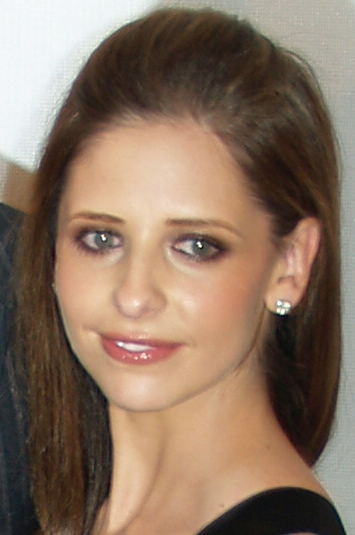
Sarah Michelle Gellar spelar Buffy.

Buffy och vampyrerna (engelska: Buffy the Vampire Slayer) är en amerikansk TV-serie som producerades från 1997 till 2003.
Serien är skapad av Joss Whedon och sändes i sju säsonger med Sarah Michelle Gellar i huvudrollen som Buffy Summers. Serien har sänts världen över. Handlingen kretsar kring en ung kvinna som i seriens början är en i grunden vanlig High School-elev. Hon dras in i en ödesbestämd historia där hon som vampyrdräpare skall stå emot mörkrets krafter. Serien har en lättsam ton och är en kombination av ett high-school-drama med tonårsbekymmer och en äventyrsserie med vampyrer och ockultism. Serien blir dock mörkare genom säsongerna.
TV-serien experimenterar med oväntade händelser och ljud: i avsnittet Hush (s04e10), måste huvudpersonerna besegra sin fiende under total tystnad, medan alla personer i Once More With Feeling (s06e07), sjunger sina repliker. Sångerna finns tillgängliga på cd, med sånginsats av skådespelarna.
Ur Buffy och vampyrerna har TV-serien Angel skapats. De båda seriernas berättelser vävs då och då ihop vilket gör att figurer från Angel dyker upp i Buffy och vampyrerna och vice versa.
Buffy och vampyrerna har givit upphov till en hel industri av officiella och inofficiella berättelser i många olika format från serietidningar till böcker. TV-serien har även lett till akademiska uppsatser inom ämnen som genusstudier, sociologi och psykologi.

## Handling

### Bakgrund
Innan människan härskade över Jorden dominerades alla varelser av The Old Ones, en mäktig och "ren" demonras. The Old Ones var gigantiska demoner, som betraktades som gudar av de övriga demonerna. De regerade var och en över enorma områden, vilka de försvarade och försökte utöka med hjälp av skräckinjagande arméer. De var därför ständigt i krig med varandra.
När en av The Old Ones "dog" placerades hon eller han i en stensarkofag, på kyrkogården The Deeper Well, i Jordens mitt. Den avlidnes kraft tappades ur kroppen och fjättrades i ädelstenar som sarkofagens yttre pryddes av. 
När tiden var inne kunde kraften frigöras från ädelstenen och istället inta någon varelses kropp och på så vis återuppstå som demon. Kyrkogården vaktades av en vakt Drogyn the Battlebrand i spetsen av en mindre grupp demonkrigare, för att förhindra att någon avlägsnade någon av sarkofagerna.
Så småningom uppstod nya arter på Jorden och de av The Old Ones som fortfarande levde på Jorden begav sig av till en ny dimension. Innan den siste gav sig av livnärde den sig på en människas blod samt blandade sitt blod med denna människas, vilket gav upphov till den första vampyren. Hädanefter är alla demonraser hybrider av demoner, människor och andra arter.
Vampyrerna spred sig snabbt över Jorden och utgjorde ett nytt hot för människorna. I Afrika beslöt sig därför en grupp män, kallade "The Shadow Men", för att skapa något som kunde bekämpa vampyrerna. De tillfångatog en flicka och med hjälp av magi inplanterade de ett demonhjärta i henne, vilket gjorde att hon fick övermänskliga krafter i form av ökad uthållighet, styrka, snabbhet, reaktionsförmåga, vighet, motståndskraft mot skador, förmåga att självläka med mera. Krafterna, som hon skulle använda i kampen mot ondskan, skrämde dock hennes stam så mycket att de jagade iväg henne. Hon blev så skicklig att hålla sig undan folk att även The Shadow Men tappade bort henne. Hon var Den första Dråparen och fick ensam kämpa mot mörkrets krafter. The Shadow Men skapade även flera hundra "potentiella Dråpare", varav en efter Dråparens död skulle överta hennes krafter och hennes uppdrag. På så vis fördes kraften vidare generation efter generation genom att den ena flickan efter den andra fick sitt kall - att axla Dråparens ansvar.
The Shadow Men, och senare deras efterföljare Väktarna, hade hädanefter till uppgift dels att finna de potentiella Dråparna innan någon av dem kallades, dels att träna och förbereda dem för uppdraget som Dråpare. Genom åren hittades en del potentiella Dråpare och var därför införstådda med villkoren samt tränade och beredda på sitt uppdrag när de blev kallade, medan andra inte visste om att sådana varelser som vampyrer, demoner, Dråpare, Väktare eller liknande existerade innan de själva blev Dråpare.
Ett helvetesgap är ett område där barriärerna mellan de olika dimensionerna är så svag att dess fokalpunkt fungerar som port mellan Jorden och minst en helvetesdimension. Detta område attraherar demoner och andra onda övernaturliga väsen. I den lilla kaliforniska staden Sunnydale ligger ett helvetesgap, kort och gott kallat Helvetesgapet, rakt under Sunnydale High School.

### Resumé
Buffy Summers är i slutet av 1990-talet Dråparen och tillsammans med vänner och bekanta bekämpar hon ondskan i Sunnydale. Buffy och hennes vänner kallas för Scooby-gänget eftersom de i sin kamp mot ondskan ofta måste agera detektiver och slåss mot diverse monster, precis som gänget i Scooby Doo. Skolans bibliotekarie, Rupert Giles, är Buffys Väktare och därmed även han en värdefull medhjälpare. Flera medlemmar av gänget kommer och går under seriens gång, endast Willow och Xander är de som är med serien igenom. Varje säsong har gänget en ny fiende att besegra.

### Fiender i serien
I den första säsongen är det en vampyr kallad Mästaren, och hans högra hand, ett barn kallad Den smorde, som ska besegras. I säsong två ställer vampyrerna Spike, Drusilla och Angelus till med problem. I den tredje säsongen är fienden Borgmästaren som försöker stärka sin makt genom att bli en demon. I den fjärde säsongen har en hemlig militär-organisation, The Initiative upprättats, varunder Maggie Walsh leder ett stort och hemligt projekt som spårar ur. I den femte säsongen introduceras Buffys yngre syster, Dawn Summers. Det visar sig att Dawn egentligen är Nyckeln, en nyckel som helvetesgudinnan Glorificus vill ha för att öppna andra dimensioner och därmed kunna lägga Jorden under sig. I säsong sex är det en trio bestående av Warren Mears, Jonathan Levinson och Andrew Wells som ställer till med problem. Dessutom är Buffy djupt deprimerad och Willow blir ond. I den sista och sjunde säsongen utspelar sig en kamp på liv och död vid Helvetesgapet mellan Scooby-gänget och Den första ondskan.

## Rollfigurer

### Huvudfigurer
- Buffy (Sarah Michelle Gellar)
- Giles (Anthony Stewart Head)
- Alexander "Xander" (Nicholas Brendon)
- Willow (Alyson Hannigan)
- Angel (David Boreanaz)
- Cordelia Chase (Charisma Carpenter)
- Spike (James Marsters)
- Oz (Seth Green)
- Faith (Eliza Dushku)
- Anya (Emma Caulfield)
- Riley (Marc Blucas)
- Tara (Amber Benson)
- Dawn (Michelle Trachtenberg)

### Återkommande rollfigurer

#### Joyce Summers
Joyce Summers, kallad Mrs. Summers, spelas av Kristine Sutherland.
Joyce är Buffys och Dawns överbeskyddande mamma. När Buffys föräldrar fick kännedom om hennes kall som Dråparen, när Buffy såg sina första vampyrer, skickar de henne till ett mentalsjukhus. Buffy blir så småningom utskriven då hon inte längre pratar om sitt kall.
I ett avsnitt leder Joyce ett uppror med syfte att bränna häxorna Willow Rosenberg och Amy Madison på bål, eftersom hon har blivit hjärntvättad av en demon utklädd till två mördade barn.
I ett annat avsnitt har hon en flört med Giles, efter att ha ätit godis som förvandlar folk till hormonstinna ungdomar.
Joyce får cancer och dör då komplikationer tillstöter efter ett försök att operera bort en tumör. Efter sin död gästspelar hon i en del avsnitt, men hon återvänder aldrig på riktigt.

#### Jenny Calendar
Jenny Calendar, kallad Ms. Calendar, spelas av Robia LaMorte.
Jenny Calendar är lärare på Sunnydale High och förestår datorklassen. Vid ett tillfälle i säsong 1 hjälper hon Giles att få bort en demon som finns i datorsystemet och efter det får hon hjälpa till vid fler tillfällen. I början av andra säsongen börjar Jenny och Giles bli förtjusta i varandra.
Jenny heter egentligen Janna Kalderash och kommer ursprungligen från det romska folket som gav Angel en själ. Hennes farbror kommer senare på besök och säger att hon måste separera Buffy och Angel för de vet att han kommer att bli ond igen om han får känna en stund av lycka. Hon blir utesluten ur Scooby-gänget när de får veta att hon har ljugit för dem. Hon bestämmer sig för att försöka gottgöra det genom att återskapa Angels själ, men hon blir mördad av Angelus innan hon hinner berätta det för de andra att hon lyckats. Jenny gästspelar även i en del avsnitt som bland annat Drusilla och den första ondskan.

#### Kendra Young
Kendra Young, kallad Kendra, spelas av Bianca Lawson.
Kendra är en dråpare med Jamaicanskt ursprung som aktiverades när Buffy dog för första gången. Hon har gjort ett par inhopp i Scooby-gänget, en gång för att hjälpa Buffy att rädda Angel undan Spike och en gång för att hjälpa till att stoppa försöket att väcka upp demonen Acathla. Kendra gav Buffy svärdet som kunde stoppa Acathla och Angelus, men Kendra blev själv dödad av Drusilla.

#### Ethan Rayne
Ethan Rayne är en småskurk som kände Giles under deras barndom. Han dyker först upp i avsnittet "Halloween", där han jobbar i en maskeradaffär. I fjärde säsongen förvandlar han Giles till ett monster. Han grips efter det och förs till ett fängelse i öknen. Han spelas av Robin Sachs i den andra, tredje och fjärde säsongen av serien.

## Övriga figurer
- Mästaren spelas av Mark Metcalf.
- Den smorde spelas av Andrew J. Ferchland.
- Rektor Snyder spelas av Armin Shimerman. Snyder är Sunnydale High Schools stränge rektor. Han har mycket emot Buffy. Han relegerar henne i slutet av säsong 2 men Buffy kommer tillbaka igen för Snyder hade ingen riktig rätt att avstänga henne. Han blir uppäten i säsong 3 av borgmästaren under hans upphöjelse.
- Drusilla och Spike kommer in i serien i säsong 2. De är ihop. När Angel var ond vampyr så var han besatt av Drusilla, han gjorde henne galen genom att bland annat döda alla hon älskade och utsätta henne för mental tortyr. Han gör henne till slut till vampyr.  Hon lämnar serien i slutet på säsong 2, men gästspelar i ytterligare avsnitt. Drusilla spelas av Juliet Landau, medan Spike spelas av James Marsters.
- Richard Wilkins III, kallad Borgmästaren, spelas av Harry Groener. Han är skurken i säsong 3. Hans mål är att bli demon. Hans första medhjälpare är mr.Trick. Faith dödar honom och söker själv jobbet. Borgmästaren blir väldigt förtjust i Faith och ser henne som en dotter.
- Wesley spelas av Alexis Denisof. Wesley kallas in som Buffys väktare när Giles får sparken. Ingen i Scooby gänget lyssnar egentligen på honom utom Cordelia. Han och Cordelia har under hans tid i Sunnydale ett "av och till"- förhållande. Wesley medverkar senare i serien Angel.
- Maggie Walsh, kallad Professor Walsh och Maggie, spelas av Lindsay Crouse. Maggie Walsh är lärare, professor och en av cheferna för Initiativet. Hon är psykolog, beteendespecialist och har till uppgift att studera de demoner och vampyrer som hennes soldater fångar. Initiativet utför också experiment på demonerna, bland annat sätter de in ett chip i Spikes hjärna för att förmå honom att sluta skada människor.
- Adam spelas av George Hertzberg.
- Veruca spelas av Paige Moss.
- Forrest Gates spelas av Leonard Roberts. Forrest är bästa vän med Riley. Han gillar inte att han blir ihop med Buffy. Han blir dödad i avsnittet "The yoko factor" av Adam. Adam använder sedan delar av Forrest till en hybrid mellan människa, robot och monster. Han sprängs dock till döds när han slåss mot Riley och försvinner på riktigt.
- Graham Miller spelas av Bailey Chase.
- Glorificus, kallad Glorificus och Glory, spelas av Clare Kramer.
- Ben spelas av Charlie Weber.
- Nikki Wood spelas av K.D. Aubert och April Weeden-Washington. Nikki Wood är den enda personen i TV-serierna Buffy och vampyrerna och Angel som gestaltats av två olika skådespelare.
- Warren Mears, kallad Warren, spelas av Adam Busch.
- Jonathan Levinson, kallad Jonathan, spelas av Danny Strong.
- Andrew Wells, kallad Andrew, spelas av Tom Lenk.
- Amy Madison, kallad Amy, spelas av Elizabeth Anne Allen.
- Robin Wood, kallad Wood, spelas av D. B. Woodside.
- Caleb spelas av Nathan Fillion.
- Clem spelas av James C. Leary.
- Willy the snitch, kallad Willy, spelas av Saviero Guerra.

## Viktiga platser
I den lilla staden Sunnydale ligger Sunnydale High School där bland andra Buffy, Willow, Xander och Cordelia går. Skolans bibliotek förestås av Giles och utgör samlingsplats för Scooby-gänget. När ungdomarna inte har lektioner, spetsar träpålar eller patrullerar kyrkogården frekventerar de gärna nattklubben The Bronze, som även frekventeras av vampyrer på jakt. Vampyrerna och övriga onda väsen kommer från Helvetesgapet som ligger under staden, närmare bestämt under skolbiblioteket. När skolan så småningom förstörs tar Giles över magiaffären The Magic Box, vilken även fungerar som ungdomarnas nya samlingsplats. Viss del av handlingen utspelas även i Los Angeles.

## Krafter och organisationer

### Väktare
Väktare (på engelska Watcher), är den vars uppgift det är att träna, hjälpa och kontrollera Dråparen i hennes uppgift att bekämpa vampyrer, demoner och annan ondska. När en ny Dråpare hittas tilldelas hon en Väktare av Väktarrådet. Väktaren rapporterar regelbundet till Väktarrådet hur det går för Dråparen.
Väktarrådet håller hårt på regler och disciplin, vilket vi märker på Väktarna Rupert Giles och Wesley Wyndam-Pryce som är två väldigt stela typer. En annan känd Väktare är Gwendolyn Post, som ställer till med problem i säsong tre. Eftersom Väktaren ska handleda Dråparen i kampen mot ondskan har alla stor kunskap om demoner, vampyrer, magi och andra värdefulla saker.
Väktare som nämns i serien: Lydia Chalmer, Edna Giles, Rupert Giles, Merrick, Gwendolyn Post, Rutherford Sirk, Quentin Travers, Andrew Wells, Roger Wyndham-Pryce och Wesley Wyndam-Pryce.

### Väktarrådet
Väktarrådet (på engelska The Watchers' Council), är ett råd bestående av flera Väktare, som kontrollerar alla andra Väktare världen över. Till Väktarrådets uppgifter hör att hitta nya Dråpare att träna upp i kampen mot ondskan.
Väktarrådet har sitt huvudkontor i London, England. Därifrån bekämpar de vampyrer, demoner och ondskans alla krafter, ofta genom Dråparen men även genom direkt ingripande.

### The Order of Aurelius
The Order of Aurelius är en gammal religiös kult. Den grundades på 1100-talet och övergavs på hösten 1997 sedan Buffy dödats av The Master.
Vampyr-profeten Aurelius skrev på 1100-talet ned Pergamumkodexen, en samling profetior som bland annat förutsåg Buffys död och att Den smorde skulle komma.
Ledaren för och grundaren av kulten var vampyren Mästaren som härstammade från Aurelius. Han styrde sin kult med järnhand - ett misslyckande straffades alltid med utplåning. Kulten dyrkade De gamla, det vill säga de första renrasiga demonerna som fanns på Jorden innan människorna kom. Aurelius blodslinje är den starkaste och mest fruktade och medlemmarna ansåg sig därför vara en elit i demonvärlden.
Många av Mästarens barn och barnbarn var medlemmar av kulten, exempelvis Darla och Luke. Angelus, Drusilla och Spike var dock inte kultmedlemmar trots att de härstammade från Mästaren.

### The First Evil
Den första ondskan (på engelska The First Evil), är ett väsen som inte kan anta kroppslig form utan enbart imitera personer som är döda. Man kan inte besegra The First Evil, det har funnits så länge som världen har funnits. Den består av ren ondska och vill förinta hela dråparlinjen. I den slutliga kampen mellan Dråparna och The First Evil stängs Helvetesgapet för evigt igen och The First Evil anses därmed vara krossad.

### The Initiative
The Initiative, är en militäranläggning som tillfångatar demoner och experimenterar med dem. Som exempel omhändertar de Spike och placerar vid detta tillfälle ett chip i hans huvud som gör det omöjligt för honom att skada någon människa utan att drabbas en oerhörd smärta.
Soldaterna i The Initiative är väl utrustade med det senaste inom teknologin och man kan tro att de vill få bort all ondska i världen. I ett hemligt rum byggs dock den ultimata mördaren, en blandning mellan olika sorters demoner och en robot. Denna skapade supervarelse kallas Adam och de tappar snart kontrollen över honom.

### Nyckeln
Nyckeln är det som kan låsa upp "dörren" till de båda dimensionerna men som också kan komma att orsaka kaos. Nyckeln har tidigare varit en sak, men är nu Dawn Summers, Buffys lillasyster. Det var munkar som gjorde nyckeln till en människa eftersom det skulle vara svårare för Gloria (Glory) att finna den då. Gloria som vill ha nyckeln för att orsaka kaos på Jorden hittar Dawn till slut.
I det sista avsnittet i säsong 5, så låses "dörren" mellan de två dimensionerna upp eftersom Dawn tappar blod, vilket är nyckeln. Blodet bildar ett klot ur vilket massvis av demoner kommer ut. Buffy kommer då ihåg att Den första dråparen sa till henne att "Döden är din gåva". Buffy bestämmer sig då för att hoppa ner i det stora klotet. Genom att hoppa lyckas hon låsa dörren och dör.

## Sidoprojekt och uppföljningar
Buffy och vampyrerna är inte bara en TV-serie utan en hel industri. Förutom TV-serier så ges det ut böcker och serietidningar om bland andra Buffy', Angel, Spike och Drusilla. 
Säsong 8 och 9 av Buffy och vampyrerna
Tv-serien gick i sju säsonger. Säsong 8 och 9 blev aldrig filmad utan producerades som serietidning.
TV-serien Angel
Angel som spelas av David Boreanaz(se Angel) blev en så populär figur att han fick en helt egen serie. Där är han en vampyr som hjälper andra i hopp om att kunna gottgöra sina onda gärningar. Han får sällskap av bl.a. Cordelia Chase och Wesley Wyndam-Pryce, vilka tidigare har medverkat i Buffy och vampyrerna. Båda serierna har ett samspel och skådespelare från serierna gästspelar i både Angel och Buffy och vampyrerna.
Säsong 6 av Angel
TV-serien Angel har lett till ett flertal serietidningar (serier och enskilda nummer), vissa av dem informellt kallade Säsong 6 (dock ej dess officiella namn, olikt Säsong 8 av Buffy och vampyrerna).

Serietidningar och böcker
Det ges ut böcker och serietidningar om bland andra Buffy', Angel, Spike och Drusilla, men också om den framtida Dråparen Melaka Fray. Ett par av serietidingsserierna heter Tales of The Slayers och Tales of The Vampires.

### Ej utförda varianter
Spike Movie
En film om rollfiguren Spike och hans liv var påtänkt, men dessa planer sattes aldrig i verket.
Ripper
Det var tänkt att man skulle göra en brittisk miniserie om Rupert Giles, som har ett mystiskt förflutet, då han kallades för Ripper. Serien skulle behandla hans period som Ripper, men inget avsnitt producerades.
Buffy the Animated Series
Man ville göra en tecknad serie baserad på Buffys första år i Sunnydale och sände till och med ett pilotavsnitt. Men inget bolag köpte in serien.
Faith the Vampire Slayer
Man tänkte göra en serie liknande Buffy och vampyrerna, fast med Faith i huvudrollen. Detta hände dock aldrig och Eliza Dushku som spelar Faith Lehane skrev istället på kontrakt för serien Tru Calling vilken i sin tur lades ner ganska snabbt.
Övrigt
Det finns TV-spel och till och med en radiostation som sänder musik från serien Buffy och vampyrerna. Musiken finns på cd och avsnitten på DVD.